# ライスターフェル

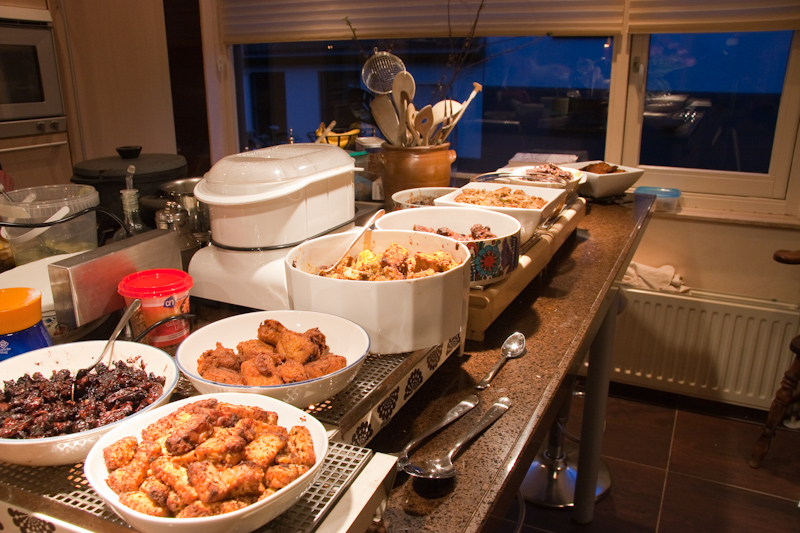
ライスターフェル

ライスターフェル（オランダ語：rijsttafel）とは、オランダ式のご飯と何十種類のインドネシア料理のおかずを皿に盛ってテーブルに並べたもの。オランダ語で「ご飯のテーブル」を意味する。現代のオランダではライスターフェルのおかずは17種類、あるいは24〜30種類。各地のインドネシア料理をビュッフェとして出す、又はコース料理として食べる。

## 歴史
植民地時代に、インドネシア在住オランダ農園主が彼らの豊かな暮らしを反映し、食卓にご飯と何十種類以上の料理（肉カレー、魚、野菜、果物、酢の物など）を出した。オランダへは17世紀にアムステルダムの富裕層が紹介した。取り皿に好きな料理を少しずつサンプルして食べる。1920年代から1930年代にかけてバタヴィアの高級ホテル、ホテルデスイン（Hotel des Indes）では日曜日毎にライスターフェルを出した。食堂の客は大半がオランダ農園主と商人であった。オランダ植民地時代の終焉と共にライスターフェルは途絶えてしまい、現在のインドネシアでは高級レストランやホテルが観光客向けにライスターフェルを再現する。

## 代表的なライスターフェル
- ナシゴレン
- ミーゴレン
- ナシクニン
- 数種類のスープ
- サテ
- ルンピアスマラン
- リソルス（野菜と牛肉のクレープ）
- プルクデル
- イカンペペス（スパイシー焼き魚）
- スムル（ケチャップマニスで煮込んだ牛肉）
- バビケチャップ（ケチャップマニスで煮込んだ豚肉）
- クルプック
- アヤムゴレン（インドネシア風の鶏唐揚げ）
- ベベッブトゥトゥ（焼きダック）
- スルンデン（スパイシーココナッツフレーク）
- ルジャッマニス（フルーツサラダ）
- ルンダン
- テロールバラド（サンバルで和えた茹で玉子）
- オポルアヤム（ココナッツミルクで煮込んだチキン）
- ピサンゴレン（バナナの揚げ物）

サンバル類はサンバルカチャン（ピーナッツソースサンバル）、サンバルゴレン、サンバルバジャッ、サンバルウレッなど。飲み物もぶどう酒やジンなどのアルコール飲料を出す。
コース料理の代表的な前菜はペンペッ、ルンピアスマラン（春巻）、スープはソトアヤム、ラヲン、メインコースはサテ、アヤムタリワン、ウダンゴレン（えびから揚げ）、スムルタフ（ケチャップマニスで煮込んだ豆腐）、デザートはケーキ、ピサンゴレン、スライスフルーツ。